# 12 Rounds 3: Lockdown
Pour plus de détails, voir Fiche technique et Distribution.
12 Rounds 3: Lockdown ou Lockdown est un film américain réalisé par Stephen Reynolds, sorti en 2015.
Il fait suite à 12 Rounds et 12 Rounds 2: Reloaded.

## Synopsis
De retour de blessure, John Shaw, un policier, essaie de réunir des preuves que ses collègues se livrent à des activités criminelles.

## Fiche technique
- Titre : 12 Rounds 3: Lockdown
- Réalisation : Stephen Reynolds
- Scénario : Nathan Brookes et Bobby Lee Darby
- Musique : Nathan Whitehead
- Photographie : Mahlon Todd Williams
- Production : Michael J. Luisi
- Société de production : WWE Studios
- Société de distribution : The Film Arcade (États-Unis)
- Pays :  États-Unis
- Genre : Action, policier et thriller
- Durée : 90 minutes
- Dates de sortie : 
  - États-Unis : 11 septembre 2015

## Distribution
- Jonathan Good : John Shaw (sous le pseudonyme de Dean Ambrose)
- Roger Cross : Tyler Burke
- Daniel Cudmore : Gideon
- Lochlyn Munro : Darrow
- Ty Olsson : Harris
- Sarah Smyth : l'officier Jenny Taylor
- Rebecca Marshall : le capitaine Matthews
- Kirby Morrow : Saul
- Samuel Smith : Porter
- Toby Levins : Meeks
- James Michalopolous : Friels
- Jaeson Lee : Robertson
- Bill Dow : Keppler
- Sharon Taylor : Carmen
- Hugo Steele : Hurst
- Matthew Harrison : George Freemont

## Accueil
Gavin Jasper pour Den of Geek compare le film à Piège de cristal (premier épisode de la série Die Hard) alors que le premier 12 Rounds était proche d'Une journée en enfer (le troisième épisode de Die Hard)